# Венсбург (Кентуккі)
Венсбург (англ. Vanceburg) — місто (англ. city) в США, в окрузі Люїс штату Кентуккі. Населення — 1428 осіб (2020).

## Географія
Венсбург розташований за координатами 38°35′34″ пн. ш. 83°19′19″ зх. д. / 38.59278° пн. ш. 83.32194° зх. д. (38.592809, -83.321833).  За даними Бюро перепису населення США в 2010 році місто мало площу 3,40 км², з яких 3,29 км² — суходіл та 0,11 км² — водойми. В 2017 році площа становила 3,19 км², з яких 3,08 км² — суходіл та 0,11 км² — водойми.

## Демографія
Згідно з переписом 2010 року, у місті мешкало 1518 осіб у 625 домогосподарствах у складі 365 родин. Густота населення становила 446 осіб/км².  Було 742 помешкання (218/км²).
Расовий склад населення:
| - 98,3 % — білих - 0,4 % — корінних американців - 0,3 % — чорних або афроамериканців |

До двох чи більше рас належало 1,0 %. Частка іспаномовних становила 0,5 % від усіх жителів.
За віковим діапазоном населення розподілялося таким чином: 22,1 % — особи молодші 18 років, 58,5 % — особи у віці 18—64 років, 19,4 % — особи у віці 65 років та старші. Медіана віку мешканця становила 42,4 року. На 100 осіб жіночої статі у місті припадало 91,7 чоловіків;  на 100 жінок у віці від 18 років та старших — 84,4 чоловіків також старших 18 років.
Середній дохід на одне домашнє господарство  становив 29 254 долари США (медіана — 15 708), а середній дохід на одну сім'ю — 37 915 доларів (медіана — 25 694). За межею бідності перебувало 42,4 % осіб, у тому числі 53,1 % дітей у віці до 18 років та 25,7 % осіб у віці 65 років та старших.
Цивільне працевлаштоване населення становило 349 осіб. Основні галузі зайнятості: освіта, охорона здоров'я та соціальна допомога — 27,2 %, виробництво — 26,1 %, роздрібна торгівля — 9,2 %, будівництво — 8,9 %.